# Eiscat
Eiscat, av dem själva skrivet EISCAT som förkortning för European Incoherent SCATter Scientific Association, är en internationell vetenskaplig organisation som driver fyra forskningsanläggningar ovanför polcirkeln: i Sodankylä i Finland, utanför Kiruna i Sverige, utanför Tromsø i Norge samt på Svalbard. Huvudkontoret ligger på Rymdcampus i Kiruna, som även är säte för Institutet för rymdfysik.

## Organisation och historia
Eiscat grundades i december 1975, som en sammanslutning av forskningsråd i sex medlemsländer. Planerna på att etablera en forskningsanläggning med fokus på inkoherent spridningsteknik i norrskenszonen startade redan 1969. Många möten med intresserade forskare hölls under början av 1970-talet, men det var inte förrän Granville Beynon bjöd in till ett möte 1973, där en styrelse och en ordförande utsågs, som arbetet på allvar drog igång. 1974 presenterade styrelsen en rapport över hur organisation, verksamhet och implementation av Eiscats UHF-system kunde ske och i slutet av 1975 kom de sex första medlemsländerna överens om börja bygga Eiscat.
Medlemsländerna är nu Sverige, Norge, Finland, Japan, Kina och Storbritannien. Medlemmarna har skiftat något: Tyskland är inte längre full medlem, Frankrike var medlem från organisationens start år 1975 fram till 2005, medan Japan och Kina tillkommit senare (1996 respektive 2007).
Eiscat styrs av The EISCAT Council, som består av representanter från forskningsinstitutioner i de olika medlemsländerna. Två kommittéer, den administrativa och finansiella kommittén (AFC) och den rådgivande vetenskapliga kommittén (SAC) bistår Council i arbetet.

## Anläggningar
Eiscat driver fyra forskningsanläggningar norr om Polcirkeln i Norden.

### Fastlandssystemet

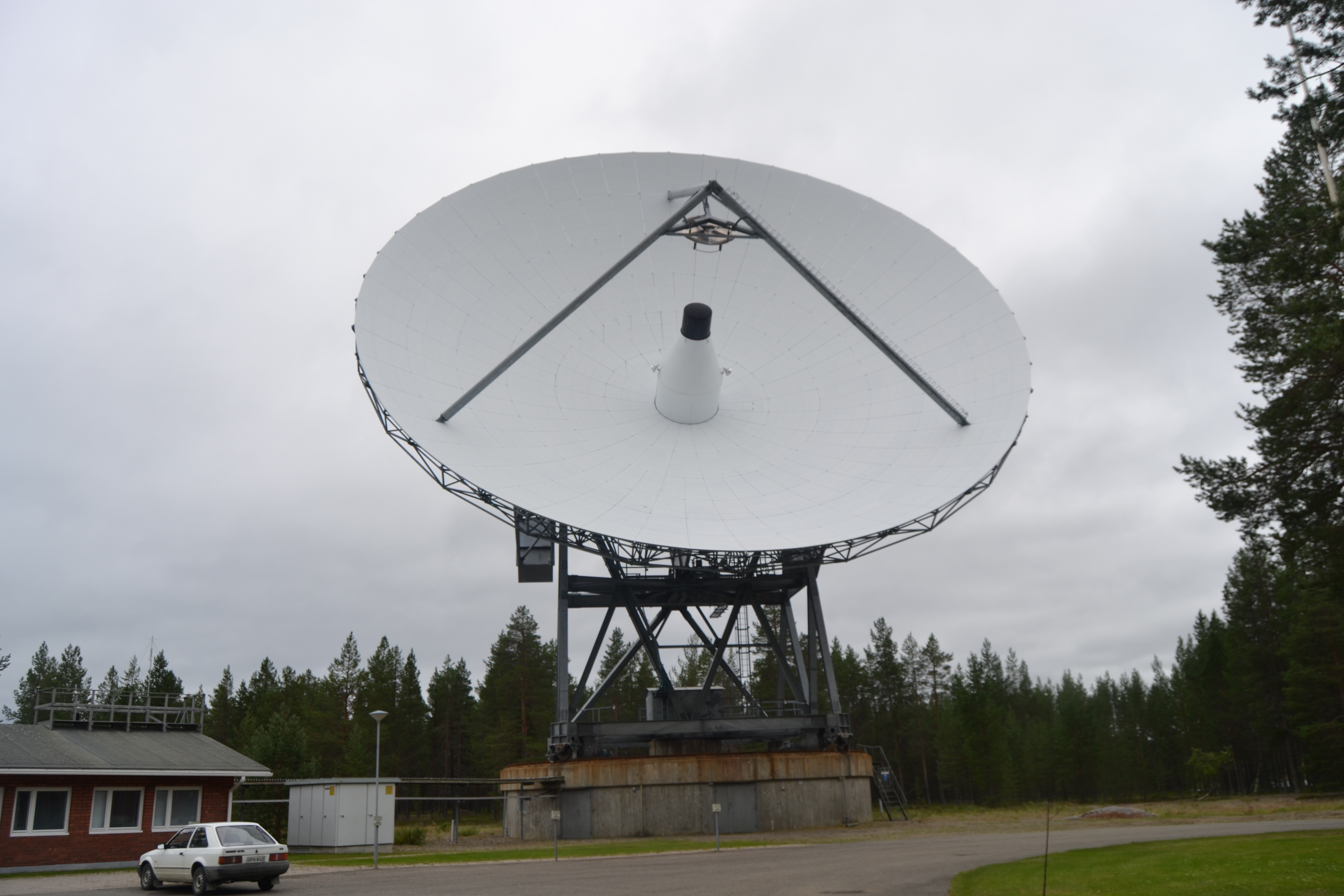
Eiscat Sodankylä.

UHF-systemet byggdes som en tredelad anläggning, med sändare och mottagare i Tromsø och mottagare i Sodankylä och Kiruna, men mottagarna i Sodankylä och Kiruna är numer ombyggda till VHF frekvens. UHF-anläggningen i Tromsø består av en styrbar parabolisk radarantenn och har en sändningsfrekvens på 926,6–920,5 MHz och en teoretisk effekt på 2 MW.
VHF-systemet består av fyra styrbara antenncylindrar i Tromsø, vilka fungerar som sändare och mottagare, och två styrbara paraboliska radarantenner i Sodankylä och i Kiruna. Systemet har en sändningsfrekvens på 222,8–225,4 MHz och en teoretisk effekt på 1,6 MW.
Tromsø Heating-anläggningen finns i Tromsø. Anläggningen består av tre fält med två-poliga antenner och fungerar både som kortvågssändare och mottagare. Sändarfrekvensen ligger i HF-fältet i området 3,85–8,00 MHz med en teoretisk effekt på 12x100 kW.

### Svalbard

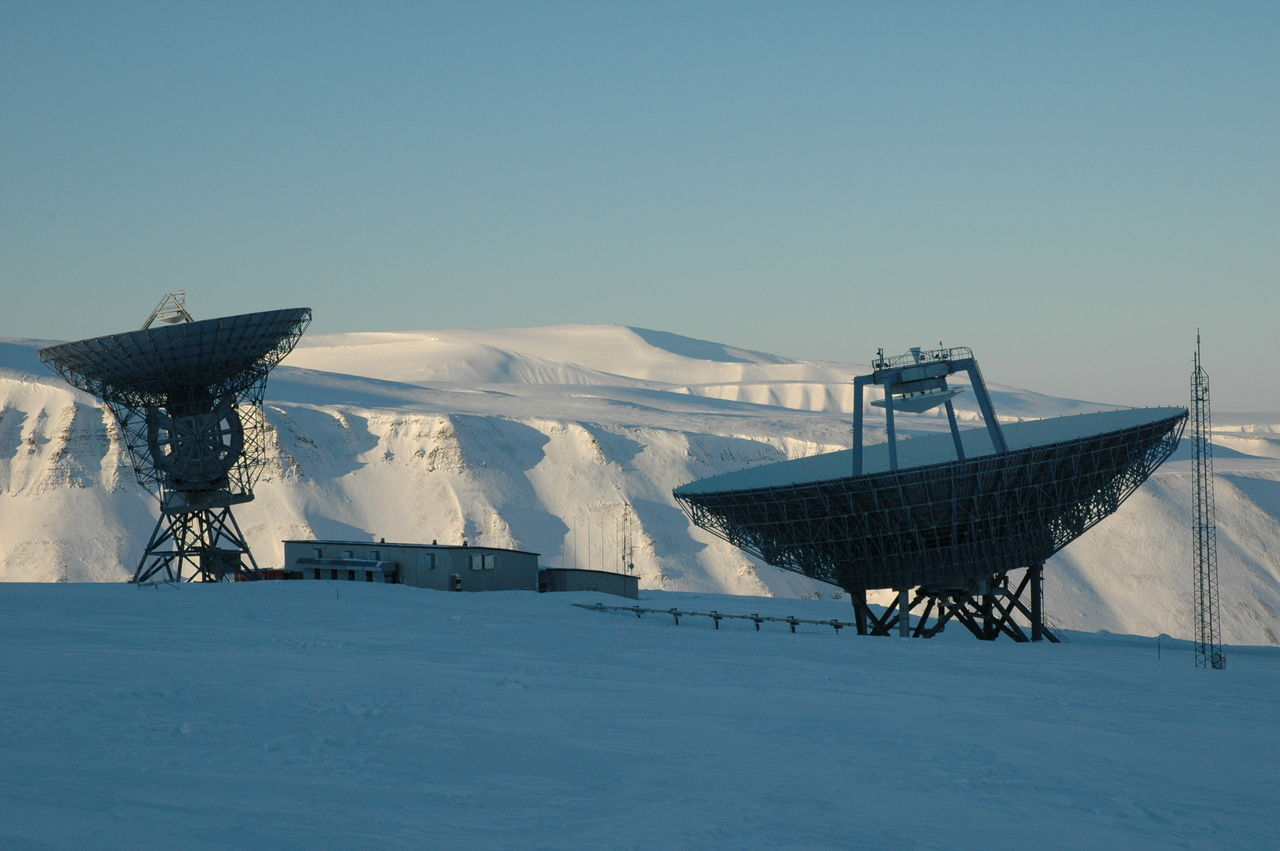
Eiscat Svalbard Radar.

Eiscat Svalbard Radar består av två UHF-antenner som opererar med en sändningsfrekvens på 498,0–502,0 MHz och en teoretisk effekt på 1 MW. Anläggningen ligger utanför Longyearbyen och består av två paraboliska radarantenner, en styrbar och en fast.

### Invigning
UHF-systemet på fastlandet invigdes den 26 augusti 1981. Invigningen skedde samtidigt i alla tre länder och mätningarna startade officiellt genom att kung Carl XVI Gustaf tryckte på en stor röd knapp. VHF-radarn tillkom 1985 och Eiscat Svalbard Radar stod färdig 1996.

### Eiscat3D
Eiscat bygger just nu[när?] en helt ny typ av forskningsradar, Eiscat3D. Systemet kommer att bestå av fält med små antenner i Finland, Norge och Sverige och skilja sig radikalt i utseende från det nuvarande systemets stora paraboliska antenner.
Eiscat3D kommer att bestå av en sändare och mottagare i Skibotn i Norge och mottagare i Karesuvanto i Finland samt Kaiseniemi i Sverige. På grund av det stora antalet små antenner som kombineras till en stor antenn kommer upplösningen och flexibiliteten i systemet att vida överstiga den nuvarande UHF-systemet. Anläggningen kommer att arbeta på 233 MHz. Anläggningen beräknas vara i drift under senare delen av 2022.
- Eiscat Tromsø, Norge, radarstation (69°35′11″N 19°13′38″Ö / 69.58639°N 19.22722°Ö)
- Eiscat Kiruna, Sverige radarstation (67°51′38″N 20°26′07″Ö / 67.86056°N 20.43528°Ö)
- Eiscat Sodankylä, Finland, radarstation (67°21′49″N 26°37′37″Ö / 67.36361°N 26.62694°Ö)
- Eiscat Svalbard Radar, Longyearbyen, Svalbard, radarstation (78°09′11″N 19°13′38″Ö / 78.15306°N 19.22722°Ö)
- Eiscat3D, Skibotn, Norge, planerad radarstation
- Eiscat3D, Karesuvanto, Finland, planerad markstation
- Eiscat3D, Kaiseniemi, mellan Kiruna och Abisko i Kiruna kommun, planerad markstation

## Vetenskap med Eiscat
Eiscat används för att studera många olika fenomen i övre atmosfären och jonosfären. Några exempel på forskning med Eiscat:
- Plasmautflöden från jorden. Eiscat har kunnat mäta hur jorden förlorar omkring 1 kg/s (mestadels syre) som flödar ut i rymden från norrskensovalen, genom helt naturliga processer.[9]
- Med Eiscat kan man i detalj se hur jonosfären reagerar på (och påverkar) rymdväderutbrott.[10][11]
- Samtidiga mätningar med Eiscat och forskningssatelliter som Cluster har gjort det möjligt att se detaljer i magnetosfären, och hur strukturer i denna flyttar sig.[1] EISCAT används även tillsammans med andra markbaserade mätningar av rymdfenomen.[12]
- Genom att studera meteorspår har det med Eiscat gått att visa hur meteorer faller sönder när de kommer in i atmosfären.[4][13] Det har också gått att visa att inflödet av meteorer till jorden påverkas av Jupiter och Saturnus.[3]
- Airglow är ett svagt ljus från luftmolekyler i övre atmosfären, upptäckt 1868 av Anders Jonas Ångström. Med hjälp av anläggningen i Ramfjordmoen har sådant ljus kunnat skapas artificiellt.[14]